# Marcel Alejandro Ruiz Suárez
Marcel Alejandro Ruiz Suárez, meglio conosciuto come Marcel Ruiz (Mérida, 26 ottobre 2000), è un calciatore messicano, attaccante o centrocampista del Toluca.

## Caratteristiche tecniche
Nonostante abbia solo 18 anni, il Centro de Innovación Tecnológica (Centro per l'innovazione tecnologica) della Liga MX, ha dimostrato di aver giocato sul campo come un giocatore "veterano" mostrando grande tranquillità e compostezza sulla palla. A partire dalla 14ª settimana della stagione Liga MX 2018-2019, ha ottenuto un completamento dell'83% e ha completato 162 passaggi sul lato rivale del campo, essendo il migliore di questa categoria per il calcio messicano.
Il suo ruolo principale è il centrocampista offensivo, gioca liberamente dietro gli attaccanti, ha la capacità innata di cercare e trovare il divario ed è in grado di tirare molto potente e con molta precisione.
In un'intervista ha dichiarato che si ispira ad Andrés Iniesta ed è un'influenza per il suo stile di gioco.

## Carriera

### Club
Nato a Mérida, in Messico, inizia a giocare a calcio all'età di 6 anni per una scuola calcio locale e nel 2012 durante un torneo locale viene notato e tesserato dal Querétaro. Dopo aver messo in luce il suo talento in Under-15, passa in breve tempo alla formazione Primavera, giocando setto età. Mette in luce il suo talento anche in questo settore, tanto che nell'estate 2018 firma il suo primo contratto da professionista con il Querétaro, scegliendo di indossare la maglia numero 306; il costo del passaggio in prima squadra sarebbe pari a 4 milioni di euro fino alla fine della stagione 2020.
Nell'estate della stagione 2018/19 riceve le prime convocazione in prima squadra, non entrando, però, mai in campo. L'allenatore Rafael Puente lo fa esordire tra i professionisti il 21 luglio 2018, in occasione della partita di campionato finita con uno spareggio in casa dell'Atlas. Nella sua stagione di esordio viene impiegato anche in 4 gare di Copa México Apertura, competizioni di cui il Querétaro riesce a qualificarsi alle semifinali. Mette a segno il suo primo gol in carriera professionistica il 22 agosto 2018, in occasione della partita vinta per 0-1 allo Stadio Olimpico Universitario contro il Pumas UNAM.
All'inizio del 2019, all'età di 18 anni, esordisce in Liga MX Clausura nella partita Querétaro-Atlas (1-2). Nel 2019 viene molto più spesso impiegato nel ruolo di trequartista. All'inizio del 2019 viene impiegato anche in 2 gare di Copa México Clausura, apparendo per la prima volta il 24 gennaio 2019, in occasione della partita vinta per 0-4 in casa del Zacatepec.

### Nazionale
Nel settembre 2018 viene convocato dall'allenatore della nazionale, Diego Ramírez, per prendere parte al Campionato nordamericano di calcio Under-20 2018, apparendo in campo solo 2 volte.
Il 3 giugno 2019 viene convocato per prendere parte alla seconda squadra della nazionale olimpica, apparendo per la prima volta il 15 giugno 2019, nella partita amichevole contro la nazionale Under-21 irlandese disputata a Fos-sur-Mer, in Francia.
Il 23 marzo 2023 esordisce in nazionale maggiore nel successo per 0-2 contro il Suriname.

## Statistiche

### Presenze e reti nei club
| Stagione        | Squadra         | Campionato      | Campionato | Campionato | Coppe nazionali | Coppe nazionali | Coppe nazionali | Coppe continentali | Coppe continentali | Coppe continentali | Altre coppe | Altre coppe | Altre coppe | Totale | Totale |
| Stagione        | Squadra         | Comp            | Pres       | Reti       | Comp            | Pres            | Reti            | Comp               | Pres               | Reti               | Comp        | Pres        | Reti        | Pres   | Reti   |
| --------------- | --------------- | --------------- | ---------- | ---------- | --------------- | --------------- | --------------- | ------------------ | ------------------ | ------------------ | ----------- | ----------- | ----------- | ------ | ------ |
| 2018-2019       | Querétaro       | MX              | 27         | 2          | -               | -               | -               | -                  | -                  | -                  | CM+LA       | 7+1         | 0           | 35     | 2      |
| 2019-2020       | Querétaro       | MX              | 0          | 0          | -               | -               | -               | -                  | -                  | -                  | -           | -           | -           | 0      | 0      |
| Totale carriera | Totale carriera | Totale carriera | 27         | 2          |                 | -               | -               |                    | -                  | -                  |             | 8           | 0           | 35     | 2      |

### Cronologia presenze e reti in nazionale
| Cronologia completa delle presenze e delle reti in nazionale ― Messico | Cronologia completa delle presenze e delle reti in nazionale ― Messico | Cronologia completa delle presenze e delle reti in nazionale ― Messico | Cronologia completa delle presenze e delle reti in nazionale ― Messico | Cronologia completa delle presenze e delle reti in nazionale ― Messico | Cronologia completa delle presenze e delle reti in nazionale ― Messico | Cronologia completa delle presenze e delle reti in nazionale ― Messico | Cronologia completa delle presenze e delle reti in nazionale ― Messico |
| Data                                                                   | Città                                                                  | In casa                                                                | Risultato                                                              | Ospiti                                                                 | Competizione                                                           | Reti                                                                   | Note                                                                   |
| ---------------------------------------------------------------------- | ---------------------------------------------------------------------- | ---------------------------------------------------------------------- | ---------------------------------------------------------------------- | ---------------------------------------------------------------------- | ---------------------------------------------------------------------- | ---------------------------------------------------------------------- | ---------------------------------------------------------------------- |
| 23-3-2023                                                              | Paramaribo                                                             | Suriname                                                               | 0 – 2                                                                  | Messico                                                                | CONCACAF Nations League 2022-2023 - 1º turno                           | -                                                                      | 65’                                                                    |
| 7-6-2025                                                               | Salt Lake City                                                         | Messico                                                                | 2 – 4                                                                  | Svizzera                                                               | Amichevole                                                             | -                                                                      | 83’                                                                    |
| 10-6-2025                                                              | Chapel Hill                                                            | Messico                                                                | 1 – 0                                                                  | Turchia                                                                | Amichevole                                                             | -                                                                      | 84’                                                                    |
| 18-6-2025                                                              | Arlington                                                              | Suriname                                                               | 0 – 2                                                                  | Messico                                                                | Gold Cup 2025 - 1° turno                                               | -                                                                      | 72’                                                                    |
| 22-6-2025                                                              | Paradise                                                               | Messico                                                                | 0 – 0                                                                  | Costa Rica                                                             | Gold Cup 2025 - 1° turno                                               | -                                                                      | 75’                                                                    |
| 28-6-2025                                                              | Glendale                                                               | Messico                                                                | 2 – 0                                                                  | Arabia Saudita                                                         | Gold Cup 2025 - Quarti di finale                                       | -                                                                      |                                                                        |
| 2-7-2025                                                               | Santa Clara                                                            | Messico                                                                | 1 – 0                                                                  | Honduras                                                               | Gold Cup 2025 - Semifinale                                             | -                                                                      | 90+2’                                                                  |
| 6-7-2025                                                               | Houston                                                                | Stati Uniti                                                            | 1 – 2                                                                  | Messico                                                                | Gold Cup 2025 - Finale                                                 | -                                                                      |                                                                        |
| Totale                                                                 |                                                                        | Presenze                                                               | 7                                                                      |                                                                        | Reti                                                                   | 0                                                                      |                                                                        |

| Cronologia completa delle presenze e delle reti in nazionale ― Messico under 22 | Cronologia completa delle presenze e delle reti in nazionale ― Messico under 22 | Cronologia completa delle presenze e delle reti in nazionale ― Messico under 22 | Cronologia completa delle presenze e delle reti in nazionale ― Messico under 22 | Cronologia completa delle presenze e delle reti in nazionale ― Messico under 22 | Cronologia completa delle presenze e delle reti in nazionale ― Messico under 22 | Cronologia completa delle presenze e delle reti in nazionale ― Messico under 22 | Cronologia completa delle presenze e delle reti in nazionale ― Messico under 22 |
| Data                                                                            | Città                                                                           | In casa                                                                         | Risultato                                                                       | Ospiti                                                                          | Competizione                                                                    | Reti                                                                            | Note                                                                            |
| ------------------------------------------------------------------------------- | ------------------------------------------------------------------------------- | ------------------------------------------------------------------------------- | ------------------------------------------------------------------------------- | ------------------------------------------------------------------------------- | ------------------------------------------------------------------------------- | ------------------------------------------------------------------------------- | ------------------------------------------------------------------------------- |
| 15-6-2019                                                                       | Fos-sur-Mer                                                                     | Messico                                                                         | 4 – 3                                                                           | Irlanda                                                                         | Amichevole                                                                      | -                                                                               | 10’                                                                             |
| Totale                                                                          |                                                                                 | Presenze                                                                        | 1                                                                               |                                                                                 | Reti                                                                            | 0                                                                               |                                                                                 |

## Palmarès

### Club
- Campionato messicano: 1

Toluca: 2024-2025 (Clausura)

### Nazionale
- Gold Cup: 1

2025